# 기장 안적사 아미타극락회상도
기장 안적사 아미타극락회상도(安寂寺阿彌陀極樂會上圖)는 부산광역시 기장군 안적사에 있는 조선시대의 불화이다. 2005년 3월 3일 부산광역시의 문화재자료 제30호로 지정되었다.

## 개요
1874년 제작된 이 작품은 조선후기 불화에서 근대불화로 전환되는 과도기적인 작품이다.
모두 11존으로 구성되어 있으며 아미타불을 중심으로 관음보살과 대세지보살이 좌우에 배치되어 있다. 문수보살과 보현동자가 그 앞에 배치되어 반원형 구도를 이루고 있으며, 뒤로는 6명의 나한들이 그려져 있다.
전면의 5존이 조선후기불화의 전통을 따르고 있는데 반해 나한상 6위는 근대불화의 성격을 엿볼 수 있다.

## 참고 문헌
- 안적사아미타극락회상도 - 국가유산청 국가유산포털